# Svjetsko prvenstvo u motokrosu za prikoličare u Hrvatskoj
Utrka koja se boduje za Sidecarcross World Championship ili Sidecar Motocross World Championship kojom se određuje FIM Svjetski prvak u motokrosu s prikolicom.
Održavala se pod nazivom  Grand Prix Hrvatske.

## Osvajači postolja
Kazalo:
██ žena
| Lokacija      | Izdanje | Izdanje | Broj posada | Pobjednik        | Pobjednik        | Pobjednik   | # 2               | # 2               | # 2         | # 3               | # 3                | # 3         | Pobjednik vikenda | Pobjednik vikenda | Pobjednik vikenda | Pobjednik vikenda | Ref |
| Lokacija      | Izdanje | Izdanje | Broj posada | Vozač            | Putnik           | Frame/Motor | Vozač             | Putnik            | Frame/Motor | Vozač             | Putnik             | Frame/Motor | Vozač             | Putnik            | Frame/Motor       | Bodovi (MP)       | Ref |
| ------------- | ------- | ------- | ----------- | ---------------- | ---------------- | ----------- | ----------------- | ----------------- | ----------- | ----------------- | ------------------ | ----------- | ----------------- | ----------------- | ----------------- | ----------------- | --- |
| Zabok (Vučak) | 2007.   | 2       | 30          | Daniël Willemsen | Reto Grutter     | VMC / Zabel | Māris Rupeiks     | Haralds Kurpnieks | AYR / KTM   | Kristers Serģis   | Kaspars Stupelis   | Mefo / KTM  | Daniël Willemsen  | Reto Grutter      | VMC / Zabel       | 50 (+6)           |     |
| Zabok (Vučak) | 2007.   | 1       | 30          | Daniël Willemsen | Reto Grutter     | VMC / Zabel | Māris Rupeiks     | Haralds Kurpnieks | AYR / KTM   | Jan Hendrickx     | Tim Smeuninx       | VMC / Zabel | Daniël Willemsen  | Reto Grutter      | VMC / Zabel       | 50 (+6)           |     |
| Zabok (Vučak) | 2006.   | 2       | 30          | Daniël Willemsen | Sven Verbrugge   | VMC / Zabel | Kristers Serģis   | Kaspars Stupelis  | Mefo        | Māris Rupeiks     | Haralds Kurpnieks  | AYR / KTM   | Daniël Willemsen  | Sven Verbrugge    | VMC / Zabel       | 50 (+8)           |     |
| Zabok (Vučak) | 2006.   | 1       | 30          | Daniël Willemsen | Sven Verbrugge   | VMC / Zabel | Māris Rupeiks     | Haralds Kurpnieks | AYR / KTM   | Kristers Serģis   | Kaspars Stupelis   | Mefo        | Daniël Willemsen  | Sven Verbrugge    | VMC / Zabel       | 50 (+8)           |     |
| Zabok (Vučak) | 2005.   | 2       | 27          | Kristers Serģis  | Kaspars Stupelis | BSU / MTH   | Daniël Willemsen  | Sven Verbrugge    | VMC / Zabel | Māris Rupeiks     | Haralds Kurpnieks  | AYR / KTM   | Kristers Serģis   | Kaspars Stupelis  | BSU / MTH         | 47 (+0)           |     |
| Zabok (Vučak) | 2005.   | 1       | 30          | Daniël Willemsen | Sven Verbrugge   | VMC / Zabel | Kristers Serģis   | Kaspars Stupelis  | BSU / MTH   | Evgeny Scherbinin | Sergey Sosnovskoh  | APZ / MTH   | Kristers Serģis   | Kaspars Stupelis  | BSU / MTH         | 47 (+0)           |     |
| Zabok (Vučak) | 2004.   | 2       | 29          | Marko Happich    | Thomas Weinmann  | VMC / Zabel | Evgeny Scherbinin | Sergey Sosnovskoh | APZ / MTH   | Eric Schrijver    | Christian Verhagen | VMC / MTH   | Marko Happich     | Thomas Weinmann   | VMC / Zabel       | 45 (+5)           |     |
| Zabok (Vučak) | 2004.   | 1       | 29          | Daniël Willemsen | Kaspars Stupelis | VMC / Zabel | Stuart Brown      | Luke Peters       | VMC / Zabel | Marko Happich     | Thomas Weinmann    | VMC / Zabel | Marko Happich     | Thomas Weinmann   | VMC / Zabel       | 45 (+5)           |     |

### Statistika (2020.)
* bez PV
| Vozač            | PV | Pobjede* | Postolja* |
| ---------------- | -- | -------- | --------- |
| Daniël Willemsen | 2  | 6        | 7         |
| Kristers Serģis  | 1  | 1        | 5         |
| Marko Happich    | 1  | 1        | 2         |

| Putnik           | PV | Pobjede* | Postolja* |
| ---------------- | -- | -------- | --------- |
| Reto Grutter     | 1  | 2        | 2         |
| Kaspars Stupelis | 1  | 2        | 6         |
| Sven Verbrugge   | 1  | 3        | 4         |
| Thomas Weinmann  | 1  | 1        | 2         |

| Posada           | Posada           | PV | Pobjede* | Postolja* |
| vozač            | putnik           | PV | Pobjede* | Postolja* |
| ---------------- | ---------------- | -- | -------- | --------- |
| Daniël Willemsen | Sven Verbrugge   | 1  | 3        | 4         |
| Daniël Willemsen | Reto Grutter     | 1  | 2        | 2         |
| Kristers Serģis  | Kaspars Stupelis | 1  | 1        | 5         |
| Marko Happich    | Thomas Weinmann  | 1  | 1        | 2         |

| Konstruktor | Konstruktor | Pobjede* | Postolja* |
| frame       | motor       | Pobjede* | Postolja* |
| ----------- | ----------- | -------- | --------- |
| BSU         | MTH         | 1        | 2         |
| VMC         | Zabel       | 7        | 11        |

## Vanjske poveznice
- Sidecar-Cross Racing World Wide
- FIM Sidecarcross